# Gloria Münchmeyer
María Gloria Münchmeyer Barber (Viña del Mar, 2 de setembro de 1938) é uma atriz chilena de televisão, cinema e teatro, conhecida por seus papéis em algumas telenovelas como La madrastra, Marron glacé, e outras. Ela foi casada com o ator/comediante Jorge Guerra e é mãe da atriz Catalina Guerra. Em 1990, ela recebeu a Coppa Volpi por seu papel em La Luna en el espejo.

## Filmografia
| Ano  | Título                        | Personagem           |
| ---- | ----------------------------- | -------------------- |
| 1971 | La pendiente                  | Rebeca               |
| 1981 | La madrastra                  | Estrella Moran       |
| 1982 | Alguien por quien vivir       | Silvia Correa        |
| 1983 | La noche del cobarde          | Paloma               |
| 1984 | Los títeres                   | Adriana Godan        |
| 1985 | Matrimonio de papel           | Claudia Robinson     |
| 1986 | Ángel malo                    | Stela Álvarez        |
| 1987 | La invitación                 | Irene Vilar          |
| 1988 | Semidiós                      | Paloma Del Rio       |
| 1988 | Matilde dedos verdes          | Laura Olea           |
| 1990 | ¿Te conté?                    | Elena Valdivieso     |
| 1991 | Villa Nápoli                  | Claudia Huidobro     |
| 1992 | El palo al gato               | Cristina Bustamante  |
| 1993 | Marron glacé                  | Cló Anderson         |
| 1994 | Champaña                      | Olivia Carter        |
| 1995 | El amor está de moda          | Cecilia Correa       |
| 1996 | Marrón Glacé, el regreso      | Cló Anderson         |
| 1997 | Eclipse de luna               | Ana Celis            |
| 1998 | Amándote                      | Victoria Archer      |
| 1999 | Fuera de control              | Diva Oyarzún         |
| 2000 | Sabor a ti                    | Sol Mora             |
| 2001 | Piel canela                   | Vida Suárez          |
| 2002 | Purasangre                    | Violeta Salazar      |
| 2003 | Pecadores                     | Úrsula Pérez         |
| 2004 | Destinos cruzados             | Esther Dickinson     |
| 2005 | Versus                        | Nélida Rojo          |
| 2006 | Floribella, un amor de verdad | Greta Fassbinder     |
| 2007 | Fortunato                     | Aurora Valdivieso    |
| 2007 | Tres son multitud             | Beatriz Rozas        |
| 2009 | Cuenta conmigo                | Eugenia Lazcano      |
| 2011 | El laberinto de Alicia        | Hellen Harper        |
| 2012 | Reserva de familia            | Estela Solar de Arce |
| 2013 | Dos por uno                   | Carlota Pinto        |
| 2014 | Chipe libre                   | Violeta Riesco       |
| 2015 | Matriarcas                    | Isabelle Standford   |
| 2015 | Mis Años Dorados              | Chichi Fernandez     |
| 2019 | Gemelas                       | Lolo Beltrán         |
| 2020 | Los Carcamales                | Estela Jáuregui      |
| 2021 | 42 días en la oscuridad       | Berta Del Rio        |

### Cinema
- La casa en que vivimos (1970)
- Voto más fusil (1971)
- État de siège (1972)
- Julio comienza en julio (1977)
- Cualquier día (1980)
- Los deseos concebidos (1982)
- Imagen latente (1988)
- La Luna en el espejo (1990) - Lucrecia
- ¡Viva el novio! (1990)
- Los agentes de la KGB también se enamoran (1992)
- Cielo ciego (1998)
- El desquite (1999)
- Coronación (2000)
- Padre Nuestro (2005)
- El rey de San Gregorio (2005)
- Pecados, confesiones de mujer (2006)
- El regalo (2008) - Lucy
- El baile de la Victoria (2009)
- El bosque de Karadima (2015)
- Viejos amores (2016)
- Calzones rotos (2018)
- Perra vida (2020)
- El Conde (2023) - Lucía Hiriart

## Teatro
- Los Deseos Concebidos (1982)
- Cielo Ciego (1998)
- Pecados, Confesiones de una Mujer (2005)

## Séries
- Soltero a la Medida (1994)
- Los 80 (2010) - Leonor